# Bahrains Grand Prix 2005
Bahrains Grand Prix 2005 var det tredje av 19 lopp ingående i formel 1-VM 2005.

## Resultat

### Loppet
| Pos.   | Nr. | Förare               | Konstruktör       | Däck | Varv | Tid/Bröt    | Placering | Poäng |
| ------ | --- | -------------------- | ----------------- | ---- | ---- | ----------- | --------- | ----- |
| 1      | 5   | Fernando Alonso      | Renault           | M    | 57   | 1:29:18,531 | 1         | 10    |
| 2      | 16  | Jarno Trulli         | Toyota            | M    | 57   | +13,409s    | 3         | 8     |
| 3      | 9   | Kimi Räikkönen       | McLaren-Mercedes  | M    | 57   | +32,063s    | 9         | 6     |
| 4      | 17  | Ralf Schumacher      | Toyota            | M    | 57   | +53,272s    | 6         | 5     |
| 5      | 10  | Pedro de la Rosa     | McLaren-Mercedes  | M    | 57   | +64,988s    | 8         | 4     |
| 6      | 7   | Mark Webber          | Williams-BMW      | M    | 57   | +74,701s    | 5         | 3     |
| 7      | 12  | Felipe Massa         | Sauber-Petronas   | M    | 56   | +1 lap      | 12        | 2     |
| 8      | 14  | David Coulthard      | Red Bull-Cosworth | M    | 56   | +1 lap      | 14        | 1     |
| 9      | 2   | Rubens Barrichello   | Ferrari           | B    | 56   | +1 lap      | 20        |       |
| 10     | 18  | Tiago Monteiro       | Jordan-Toyota     | B    | 55   | +2 laps     | 16        |       |
| 11     | 11  | Jacques Villeneuve   | Sauber-Petronas   | M    | 54   | Abröt       | 15        |       |
| 12     | 20  | Patrick Friesacher   | Minardi-Cosworth  | B    | 54   | +3 laps     | 19        |       |
| 13     | 21  | Christijan Albers    | Minardi-Cosworth  | B    | 53   | +4 laps     | 18        |       |
| DNF    | 3   | Jenson Button        | BAR-Honda         | M    | 46   | Koppling    | 11        |       |
| DNF    | 4   | Takuma Sato          | BAR-Honda         | M    | 27   | Bromsar     | 13        |       |
| DNF    | 8   | Nick Heidfeld        | Williams-BMW      | M    | 25   | Motor       | 4         |       |
| DNF    | 1   | Michael Schumacher   | Ferrari           | B    | 12   | Hydraulik   | 2         |       |
| DNF    | 6   | Giancarlo Fisichella | Renault           | M    | 4    | Motor       | 10        |       |
| DNF    | 19  | Narain Karthikeyan   | Jordan-Toyota     | B    | 2    | Elsystem    | 17        |       |
| DNF    | 15  | Christian Klien      | Red Bull-Cosworth | M    | 0    | Elsystem    | 7         |       |
| Källa: |     |                      |                   |      |      |             |           |       |

## VM-ställning
| Förarmästerskapet 1. Fernando Alonso, Renault, 26 2. Jarno Trulli, Toyota, 16 3. Giancarlo Fisichella, Renault, 10 | Konstruktörsmästerskapet 1. Renault, 36 2. Toyota, 25 3. McLaren-Mercedes, 19 |